# Mario Kart 64
Mario Kart 64 es un videojuego de carreras de karts de 1996 para la Nintendo 64 (N64). Desarrollado y publicado por Nintendo, es la segunda entrega de la serie Mario Kart tras Super Mario Kart de 1992. El juego conserva la mecánica de su predecesor: el jugador, controlando a un personaje de la franquicia Mario, compite contra oponentes en circuitos basados en las localizaciones de los juegos de plataformas Super Mario. Los circuitos contienen obstáculos que ralentizan al jugador y cajas de objetos que otorgan potenciadores para ayudarle a progresar. Mario Kart 64 ofrece diferentes modos de juego para un jugador y multijugador local, incluyendo un modo de carreras Gran Premio y un modo de batalla de último hombre en pie.
Mario Kart 64 se presentó por primera vez en 1995 junto con la N64. El equipo de desarrollo se centró en optimizar la tecnología de la consola para una experiencia de juego fluida, en lugar de innovar significativamente con respecto a su predecesor, con el fin de atraer a un público más amplio. Los desarrolladores, limitados por la potencia de procesamiento de la N64, utilizaron técnicas de renderizado para ahorrar memoria y simulaciones de la física de los coches para facilitar el diseño de los karts. Mario Kart 64 se lanzó a finales de 1996 en Japón y en 1997 a nivel mundial, meses después del lanzamiento de la N64.
Mario Kart 64 fue aclamado por la crítica. Los diseños de las pistas, el modo multijugador y la presentación fueron alabados, mientras que las críticas se centraron en sus problemas técnicos y su dificultad. El juego ha vendido 9,87 millones de copias en todo el mundo desde su lanzamiento, lo que lo convierte en el segundo juego más vendido de N64. Mario Kart 64 fue nominado a varios premios tras su lanzamiento y, en retrospectiva, ha sido considerado uno de los mejores videojuegos de todos los tiempos. El juego tiene una notable presencia en Internet. Mario Kart 64 se reeditó digitalmente para Wii en 2007, para Wii U en 2016 y para Nintendo Switch en 2021.

## Sistema de juego
Mario Kart 64 es un videojuego de carreras de karts en el que aparecen personajes y elementos de la franquicia Mario, en gran medida similar en jugabilidad a su predecesor Super Mario Kart (1992). El jugador controla a uno de los ocho personajes de la franquicia Mario y compite contra sus rivales en karts por circuitos basados en los escenarios de los juegos de plataformas de Super Mario. Los 20 recorridos del juego están poblados de obstáculos que ralentizan al jugador y de atajos que le permiten saltarse secciones, y casillas etiquetadas con signos de interrogación que dan al jugador un objeto aleatorio basado en elementos de la serie Super Mario. Los objetos pueden ser potenciadores, como dar al jugador un aumento de velocidad, u ofensivos, como hacer que un adversario salga despedido. El jugador también puede derrapar en las curvas o entrar en la estela de un oponente para aumentar su velocidad. Los personajes jugables se dividen en tres clases de peso que determinan características como la velocidad, la aceleración y el manejo. La Princesa Peach, Toad y Yoshi son pesos ligeros; Luigi y Mario son pesos medios; y Bowser, Donkey Kong y Wario son pesos pesados. Hay tres niveles de dificultad basados en las clases de motor —50cc, 100cc o 150cc—, con las clases de motor más potentes de las dificultades más duras que proporcionan mayores velocidades máximas y dificultad de control.
Hay dos modos para un jugador en Mario Kart 64: Grand Prix (GP) y Contrarreloj. Contrarreloj es un modo para un solo jugador y GP se puede jugar en solitario o con dos jugadores. En GP, el modo principal del juego, el jugador compite con siete oponentes de ordenador en una de las cuatro «copas» que constan de cuatro circuitos, con el objetivo de lograr la mayor puntuación en las cuatro carreras de tres vueltas. El jugador debe correr en todos los circuitos de la copa, y al final de cada carrera se reparten puntos en función de la posición: nueve para el primer puesto, seis para el segundo, tres para el tercero y uno para el cuarto. El jugador debe quedar al menos en cuarto lugar en cada carrera para seguir compitiendo por un trofeo. Alcanzar la máxima puntuación en todas las copas en la dificultad 150cc desbloquea un modo «espejo» en el que todas las pistas se invierten de izquierda a derecha. En Contrarreloj, el jugador corre en cualquiera de los 16 circuitos con el objetivo de conseguir el tiempo más bajo en tres vueltas. No hay adversarios ni objetos en la pista; el jugador dispone de tres potenciadores de velocidad para utilizar en toda la carrera. El jugador puede competir contra el tiempo de otro jugador compartiendo datos «fantasma» mediante el Controller Pak, una tarjeta de memoria que se conecta a la parte trasera del mando de Nintendo 64 (N64).
Mario Kart 64 cuenta con tres modos multijugador locales: GP, Versus (VS) y Batalla. El juego utiliza una pantalla dividida para mostrar el juego de cada jugador. GP no ha cambiado con respecto a su versión para un jugador, pero permite dos jugadores. En el modo VS, de dos a cuatro jugadores compiten en cualquier pista sin oponentes informáticos. En el modo Batalla, de dos a cuatro jugadores compiten en una de las cuatro arenas en lugar de en las pistas. El jugador comienza con tres globos sobre su personaje, con el objetivo de reventar los globos de otros jugadores utilizando objetos. Los jugadores son eliminados al perder todos sus globos -aunque después pueden controlar una bomba con ruedas para atacar a los jugadores restantes-, y el ganador es quien quede como último hombre en pie.

## Desarrollo

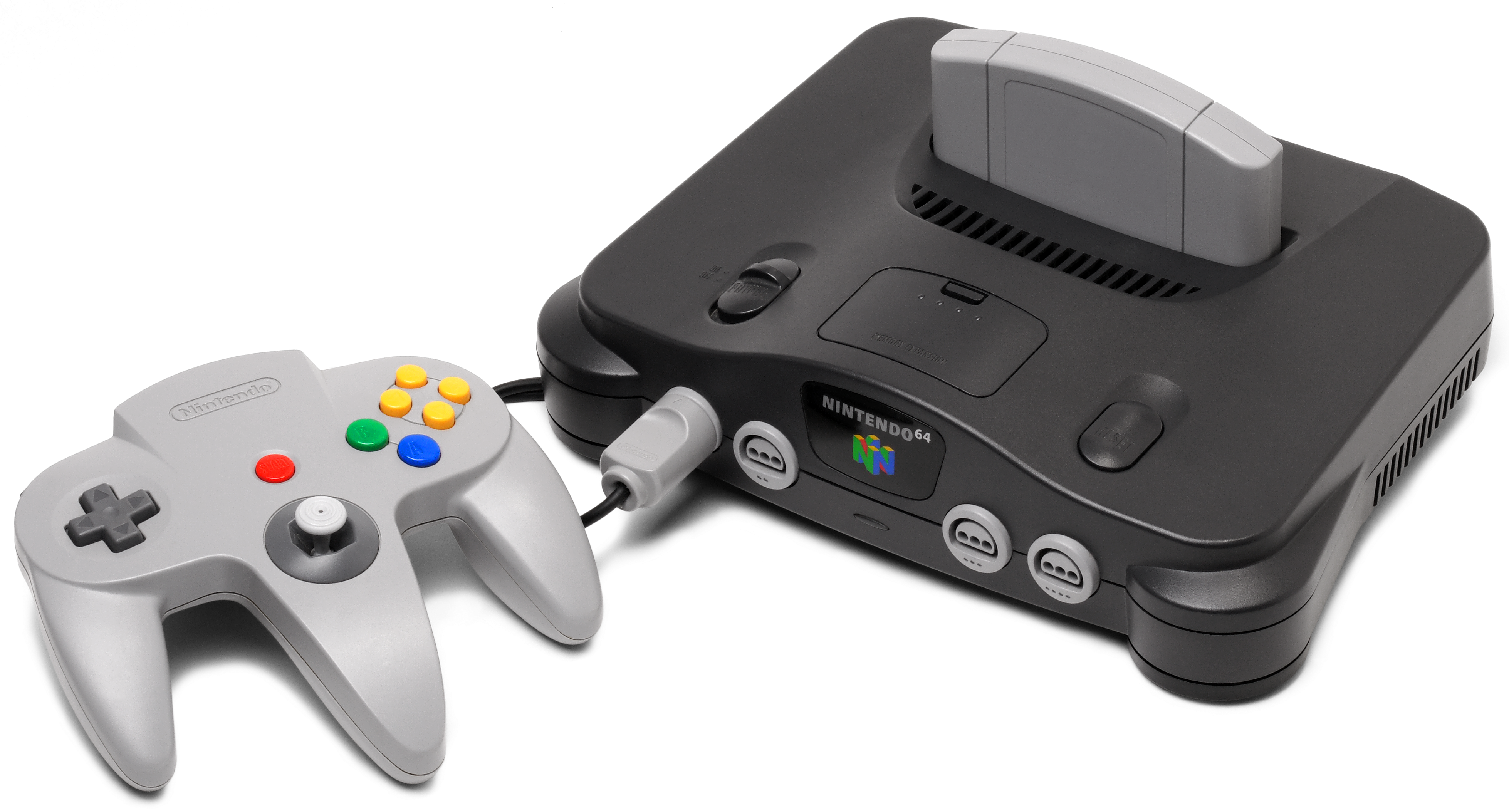
En un principio, Mario Kart 64 iba a salir a la venta junto con la Nintendo 64 (en la foto).

Durante su desarrollo, el juego se tituló provisionalmente Super Mario Kart R. La «R» es la abreviatura de «renderizado». Mario Kart 64 fue desarrollado al mismo tiempo que Super Mario 64 (1996) y The Legend of Zelda: Ocarina of Time (1998) por la división Entertainment Analysis & Development de Nintendo. El juego se presentó junto con la propia consola N64 en noviembre de 1995 en la feria comercial de Shoshinkai a través de una cinta de vídeo distribuida a los periodistas. Según los informes, el juego se consideraba «completado al 95 %» en el momento de la presentación. Mario Kart 64 iba a salir al mercado junto con la propia N64 a mediados de 1996, pero se retrasó porque los recursos de desarrollo se destinaron a Super Mario 64, un título de lanzamiento de la consola.
Los desarrolladores no se centraron en innovar significativamente la jugabilidad de su predecesor Super Mario Kart, con la intención de que el juego atrajera a un público amplio. En su lugar, Nintendo se centró en el uso de la tecnología y los procesos internos del juego, aprovechando al máximo las capacidades de procesamiento de la N64, especialmente en lo que respecta al rendimiento del juego multijugador. Hideki Konno, el director de Mario Kart 64, declaró que los desarrolladores querían un entorno de carreras en el juego en el que todos los jugadores estuvieran «metidos hasta el final». Konno afirmó que no pudieron conseguirlo en parte debido a que la capacidad de procesamiento de la N64 no permitía tener ocho jugadores en pantalla en todo momento. Los desarrolladores crearon una simulación de vehículos teledirigidos e investigaron la física de los coches para diseñar la mecánica de los karts. Al final, se decidió que la jugabilidad derivada de esta investigación era demasiado «realista» y poco divertida para los probadores del juego, y los desarrolladores optaron por un enfoque más directo de los controles en la versión final. Los diseñadores de juegos querían libertad en cuanto a la posición del jugador en las pistas. Esto llevó a los programadores a tener que luchar con la detección de colisiones, intentando encontrar un equilibrio entre no sobrecargar el procesador y no querer tomar atajos, como dejar que los jugadores se solapen entre sí.
El juego utiliza una técnica de renderizado conocida como billboarding para representar a los personajes. Los personajes se representan mediante una imagen bidimensional que se mantiene perpendicular a la cámara, en lugar de renderizarse en 3D. Esta técnica permitió a los desarrolladores ahorrar memoria: el modo Batalla del juego y la posibilidad de representar a ocho jugadores a la vez en la pista fueron posibles gracias a ella. El productor Shigeru Miyamoto atribuyó el rendimiento técnico del juego al uso en N64 de cartuchos ROM en lugar de CD-ROM basados en disco como soporte de juego, debido a la forma en que gestionan la precarga de datos en el sistema de juego. Durante el desarrollo, un fallo en el disco duro obligó a los diseñadores a rehacer «alrededor del 80 %» de los modelos de los personajes del juego. Una primera versión alfa del juego apareció en Nintendo Gigaleak, una filtración de datos de 2020 sobre material interno de Nintendo. La alfa utilizaba recursos de Super Mario Kart como marcadores de posición. En una versión previa al lanzamiento del juego aparecía originalmente Kamek, un villano de la serie Yoshi, antes de ser sustituido por Donkey Kong. Otras características suprimidas durante el desarrollo son un modo de juego de carreras sin objetos —suprimido debido al desinterés de los probadores— y dos circuitos. Los circuitos eliminados se basaban en un aparcamiento y una gran ciudad, respectivamente.

## Lanzamiento
Mario Kart 64 salió a la venta en Japón el 14 de diciembre de 1996, en Estados Unidos el 10 de febrero de 1997 y en Europa el 24 de junio (el lanzamiento americano del juego se adelantó una semana respecto a la fecha anunciada inicialmente). Fue la segunda entrega de la serie Mario Kart, tras Super Mario Kart. El presidente de Nintendo of America, Howard Lincoln, declaró que la diferencia de tiempo entre los lanzamientos japonés y estadounidense del juego se debía al deseo de la compañía de lanzar el juego durante la temporada navideña en Japón, teniendo en cuenta la falta de lanzamientos de N64 en la región. Coincidiendo con el lanzamiento del juego en Japón, Nintendo puso a la venta una edición especial de Mario Kart 64 que incluía un mando de N64 de color negro y gris. Salió a la venta en China el 25 de diciembre de 2003 en iQue Player a través de la empresa china de localización iQue. Mario Kart 64 se reeditó digitalmente en la Wii y la Wii U a través de la Consola Virtual, lanzándose en la Wii en todo el mundo a lo largo de enero de 2007. En la Wii U, el juego salió a la venta el 21 de enero de 2016 en Europa y el 29 de diciembre en Estados Unidos. Mario Kart 64 también se reeditó en Nintendo Switch como parte del servicio Nintendo Classics el 25 de octubre de 2021.
La banda sonora de Mario Kart 64, compuesta por Kenta Nagata, se publicó en CD varias veces a lo largo de 1997 en Japón y Estados Unidos. Las ediciones americanas fueron publicadas por Nintendo el 1 de marzo de 1997 y el 1 de abril, respectivamente, y la edición japonesa fue publicada por Pony Canyon el 19 de septiembre. Las ediciones incluyen las canciones del juego, así como diferentes efectos de sonido y remezclas de canciones del juego, y cada una incluye un listado de canciones diferente. Tokuma Japan Communications publicó el 26 de diciembre de 1997 un álbum de remezclas de la banda sonora del juego, Mario Kart 64 on Club Circuit.

## Recepción
Mario Kart 64 recibió críticas «generalmente favorables», según el sitio web Metacritic. El juego tuvo éxito comercial y vendió 9,87 millones de copias en todo el mundo, el segundo juego más vendido de N64. Fue el juego más vendido en Estados Unidos durante los tres primeros meses de 1997, y alcanzó más de un millón de ventas a los dos meses de su lanzamiento en la región. En 1999, Mario Kart 64 había vendido 6,23 millones de copias en Estados Unidos y 2,06 millones de unidades en Japón, el juego de N64 más vendido y el tercero más vendido en esas regiones respectivamente.
Los críticos debatieron sobre la presentación y el aspecto visual del juego. Los partidarios consideraron que el juego aprovechaba adecuadamente la potencia de N64, hizo que el juego destacara sobre otros del género de carreras y de la serie Mario, y supuso una mejora con respecto a su predecesor de 16 bits. La revista francesa Officiel Nintendo Magazine disfrutó con los coloridos y fluidos efectos visuales del juego, añadiendo que su presentación general se asemejaba a una experiencia «mágica». Los detractores de los gráficos opinaban que les faltaba detalle, no eran lo suficientemente mejores que la anterior entrada de 16 bits, y no supo aprovechar plenamente la potencia de la N64. El uso de sprites en 2D fue una crítica habitual, con Next Generation argumentando que hacía que el juego pareciera anticuado.
El diseño de los circuitos y la jugabilidad de Mario Kart 64 polarizaron a la crítica. El juego fue tachado de poco innovador, demasiado fácil, y simple y monótono. Computer and Video Games y N64 Magazine consideraron que el éxito dependía demasiado de conseguir los potenciadores adecuados. A Cubed3 no le gustó el diseño de los circuitos de Mario Kart 64, anchos como autopistas, y afirmó que no proporcionaban la experiencia «llena de adrenalina» que el jugador podría haber esperado. Los críticos también criticaron el uso de la goma elástica para equilibrar la dificultad del juego, reconociendo que daba una ventaja injusta a la inteligencia artificial (IA) enemiga. También se señalaron problemas técnicos, como una mala detección de colisiones y retrasos en el «Modo Batalla» para cuatro jugadores.
El juego tuvo partidarios, que destacaron su gran cantidad de cursos, encontró sus diseños de pista más detallados e impresionantes que Super Mario Kart, y pensé que tenía mucho valor de repetición. Hyper y N64 Magazine destacaron el flexible control de giro con el stick analógico de múltiples ángulos, calificándolo de «perfecto» y fiel a los karts de la vida real. N64 Magazine disfrutó de la cantidad de concentración y reflejos rápidos exigidos al jugador. Hyper declaró haber vivido muchos momentos inesperados mientras jugaba al juego debido a su «ingeniosamente diabólica IA» y a las cajas que contienen diferentes potenciadores cada vez que se recogen. Los críticos, incluso los menos entusiastas con los gráficos, destacaron positivamente detalles como los giros de 180 grados en el Castillo de Bowser, las vías del tren en el Desierto de Kalimari, los camiones en la Carretera de Toad, las vacas en la Granja de Moo Moo, el castillo de Peach en la Carrera Real y los pingüinos deslizándose en la Tierra de los Sorbetes, así como las bocanadas de humo que salen del kart.
Los críticos consideraron que el modo multijugador era mejor que el de un solo jugador, con IGN llamándolo «caos multijugador en su máxima expresión». Game Informer describió el juego como «uno de los mejores juegos multijugador jamás creados», citando la dinámica de los vehículos y los objetos del juego como elementos que ayudan a la experiencia multijugador. Algunos críticos criticaron el modo de pantalla dividida para cuatro jugadores por dificultar la visión del juego debido al pequeño tamaño de los cuadrantes, y GameFan observaron un bajo rendimiento de la tasa de imágenes por segundo en los modos multijugador en comparación con el modo para un jugador.
En 1998, Mario Kart 64 fue nominado Juego de carreras para consola del año por la Academia de las Artes y las Ciencias Interactivas durante la ceremonia inaugural de los Interactive Achievement Awards. Electronic Gaming Monthly lo nombró «Juego multijugador del año» (por detrás de Saturn Bomberman) en su edición de 1997 de los Editors' Choice Awards.

## Legado
Mario Kart 64 ocupa el 17º lugar entre los 100 mejores juegos de Nintendo de todos los tiempos, según la revista Official Nintendo Magazine y el 49º en la lista de 1997 de Electronic Gaming Monthly de los 100 mejores juegos de consola de todos los tiempos. Ha sido incluido por varios críticos en las listas de «mejores videojuegos de todos los tiempos», entre ellos Entertainment Weekly, Polygon, Hyper, y Gameswelt. El juego también ha atraído una importante escena de speedrunning de jugadores que compiten para establecer récords de tiempo en las 16 pistas del juego a través de clasificaciones separadas de Grand Prix, tres vueltas o una sola vuelta. Los tiempos están registrados en la página web no oficial de jugadores de Mario Kart 64, que lleva la cuenta de los récords desde 1997.
Las críticas han sido dispares en cuanto a la clasificación del juego en las listas retrospectivas de los mejores juegos de Mario Kart. Algunos críticos lo alabaron por definir la dirección de la serie, destacando su utilización de gráficos en 3D y la expansión del contenido multijugador local. Kotaku y Game Informer, sin embargo, creen que Mario Kart 64 se queda corto en comparación con otros juegos de la serie, y los primeros critican las pistas «vacías» y un estilo artístico menos agradable. También ha sido descrito retrospectivamente por algunos críticos como uno de los mejores juegos de N64, con IGN declarando que las pistas del juego son «algunas de las más memorables» en el género de carreras de karts. El objeto del caparazón azul, que apunta directamente al jugador en primer lugar, se introdujo por primera vez en Mario Kart 64. Steve Watts de GameSpot describió el objeto como «sinónimo de Mario Kart» y un icono de la historia de los videojuegos, mientras que The Guardian lo incluyó en su lista de los «11 mejores objetos de videojuegos».